# Alderley Edge
Alderley Edge est un village et une paroisse civile du Cheshire, en Angleterre. Il est situé dans le nord-est du comté, à 10 km au nord-ouest de Macclesfield et à 24 km au sud de Manchester. Administrativement, il relève de l'autorité unitaire de Cheshire East. Au recensement de 2011, il comptait 4 638 habitants.
Le village doit son nom à l'escarpement (edge) de grès rouge qui le surplombe. Il est situé dans le « triangle d'or » (Golden Triangle), une région du Cheshire où vivent de nombreuses célébrités, principalement des joueurs de football. Cela en fait l'un des villages où les prix de l'immobilier sont les plus élevés du Royaume-Uni.